# Lindbergella sintenisii
Lindbergella sintenisii là một loài thực vật có hoa trong họ Hòa thảo. Loài này được (H.Lindb.) Bor mô tả khoa học đầu tiên năm 1969.